# Ólafur Haukur Símonarson
Ólafur Haukur Símonarson, né le 24 août 1947 à Reykjavik en Islande, est un dramaturge, poète et romancier islandais, également auteur d'ouvrages de littérature d'enfance et de jeunesse.

## Biographie
Après des études de lettres, de design et de théâtre à Copenhague, de 1965 à 1970, et un séjour en France, à Strasbourg, il réalise des documentaires sur la vie de ses concitoyens pour la télévision islandaise. Il est écrivain à plein temps depuis 1974, sauf entre 1980 et 1982, alors qu'il accepte la direction du Théâtre du Peuple de Reykjavík.
Romancier, nouvelliste, poète et parolier, il est l'un des auteurs dramatiques les plus populaires d'Islande. Il est membre d'honneur de l'Union islandaise des dramaturges.

## Œuvre

### Théâtre
- Milli skinns og hörunds 1983-1984
- Kjöt, 1990
- Hafið, 1992
- Gaurangangur, 1993
- Þrek og tár, 1994-1995

### Romans
- Rauði svifnökkvinn, 1975
- Vatn á myllu kölska, 1978
- Vík milli vina, 1983
- Líkið í rauða bílnum, 1986 Publié en français sous le titre Le Cadavre dans la voiture rouge, traduit par Frédéric Durand, Caen, Presses universitaires de Caen, 1986  (ISBN 2-84133-027-3) ; réédition, Paris, Points, coll. « Roman noir » no 2067, 1997  (ISBN 978-2-7578-1200-6)
- Rigning með köflum, 1996
- Ein báran stök, 2010

### Poésie
- Almanak jódvinafélagsins, 1981